# Mosaic.Wav

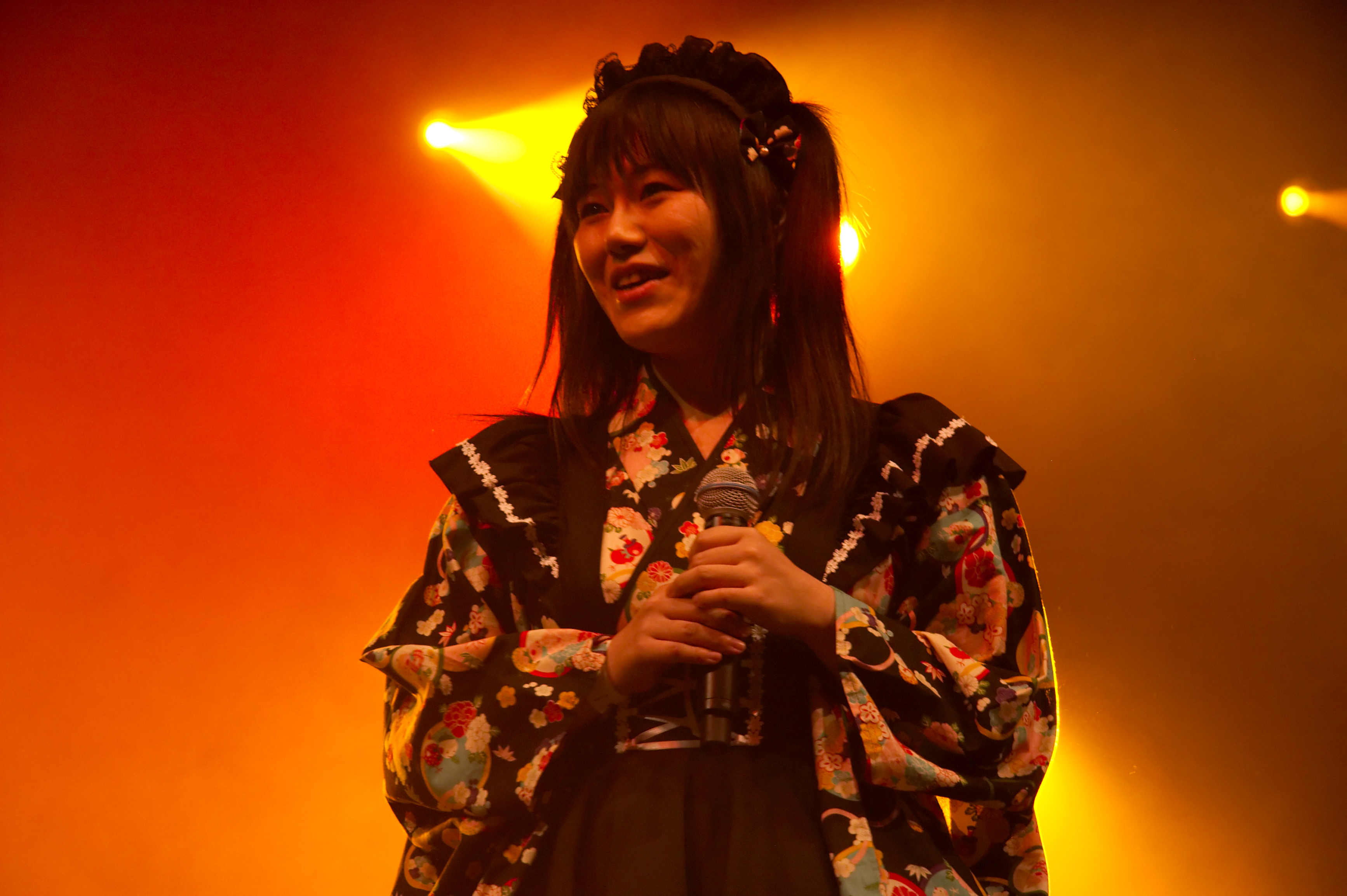
Mosaic.wav at Japan Expo 2009.

MOSAIC.WAV (モザイクウェブ Mozaiku Webu) son una banda japonesa de moe-pop, originaria de Akihabara, ampliamente conocidos por componer temas musicales para juegos eroge, aunque comenzaron a producir trabajos originales en 2004. La parte MOSAIC de su nombre es una referencia al uso de patrones de mosaico para censurar genitales en la pornografía, y WAV es un formato de archivo de sonido. Algunas de sus canciones han sido utilizadas en las secuencias de títulos de Sumomomo Momomo y Kyouran Kazoku Nikki.
Los integrantes principales de MOSAIC.WAV son la vocalista MI-KO (み〜こ) y el teclista Susumu Kayamori, aunque colaboran frecuentemente con el guitarrista Masaya Koike, exintegrante del grupo disuelto Under17.
Han llamado a su propia música Akiba-Pop, un subgénero del J-Pop que se caracteriza por incorporar numerosas referencias culturales a Akihabara, además de temas relacionados con la fantasía y los videojuegos.
MOSAIC.WAV se hallaba en actividad en el año 2013.

## Discografía

### Sencillos
- Magical Hacker☆Kurukuru Risk (Magical Hacker☆くるくるリスク) (14 de mayo de 2004)
- Kimi wa Nan Terabyte? (キミは何テラバイト?) (28 de octubre de 2005)
- Megane de ne! (めがねでねっ！) (8 de septiembre de 2006)
- Kyun Kyun Panic (キュン・キュン・パニック) (23 de agosto de 2006) (Mamotte! Lollipop Ending)
- Saikyou○×Keikaku (最強○×計画) (25 de octubre de 2006) (Sumomo mo Momo mo Opening 1)
- Girigiri Kagaku Shoujo Falsie (ギリギリ科学少女ふぉるしぃ) (29 de diciembre de 2006)
- Setsujou! Hyakka Ryouran (切情！佰火繚乱) (24 de enero de 2007) (Sumomo mo Momo mo Opening 2)
- Katamichi Catchball (片道きゃっちぼーる) (25 de julio de 2007) (Potemayo Opening)
- Denou Kassen×Uju no Jin! (電脳合戦×うじゅの陣！) (20 de octubre de 2007)
- Last Battle! Akibattler "μ" (ラストバトル！アキバトラー"μ") (1 de febrero de 2008)
- Chousai Kenbo Sengen (超妻賢母宣言) (Kyouran Kazoku Nikki Opening) (23 de abril de 2008)
- SPAM Mailing Girl (迷惑メーリングGIRL) (15 de agosto de 2008)
- Kodomosaic・Yamimosaic (こどもざいく・やみもざいく) (27 de diciembre de 2008)

### Álbumes
- We Love "AKIBA-POP"!! (29 de octubre de 2004)
- SPACE AKIBA-POP (20 de enero de 2006)
- Future-Fiction:AKIBA-POP!! (31 de agosto de 2007)
- Amusement Pack (26 de marzo de 2008)
- Superluminal Ж AKIBA-POP (15 de abril de 2009)